# Dunajská Streda (distrito)
O Distrito de Dunajská Streda (eslovaco: Okres Dunajská Streda) é uma unidade administrativa da Eslováquia, situado na Trnava (região), com 112.384 habitantes (em 2001) e uma superficie de 1.075 km². Sua capital é a cidade de Dunajská Streda.

## Demografia
| Ano:        | 1994    | 2004    | 2014    | 2024    |
| ----------- | ------- | ------- | ------- | ------- |
| Broj ljudi: | 110 887 | 114 217 | 118 499 | 127 827 |
| Razlika:    |         | +3,00%  | +3,74%  | +7,87%  |

| Ano:               | 2023    | 2024    |
| ------------------ | ------- | ------- |
| Número de pessoas: | 127 025 | 127 827 |
| Diferença:         |         | +0,63%  |

## Cidades
- Dunajská Streda (capital)
- Šamorín
- Veľký Meder

## Municipios
| - Báč - Baka - Baloň - Bellova Ves - Blahová - Blatná na Ostrove - Bodíky - Boheľov - Čakany - Čenkovce - Čiližská Radvaň - Dobrohošť - Dolný Bar - Dolný Štál - Dunajský Klátov - Gabčíkovo | - Holice - Horná Potôň - Horné Mýto - Horný Bar - Hubice - Hviezdoslavov - Jahodná - Janíky - Jurová - Kľúčovec - Kostolné Kračany - Kráľovičove Kračany - Kútniky - Kvetoslavov - Kyselica - Lehnice | - Lúč na Ostrove - Macov - Mad - Malé Dvorníky - Medveďov - Mierovo - Michal na Ostrove - Nový Život - Ňárad - Ohrady - Okoč - Oľdza - Orechová Potôň - Padáň - Pataš - Potônske Lúky | - Povoda - Rohovce - Sap - Štvrtok na Ostrove - Topoľníky - Trhová Hradská - Trnávka - Trstená na Ostrove - Veľká Paka - Veľké Blahovo - Veľké Dvorníky - Vieska - Vojka nad Dunajom - Vrakúň - Vydrany - Zlaté Klasy |